# 杨皇后 (前秦)
杨皇后（4世纪?—386年），前秦哀平帝苻丕的皇后。约在建元十六年（380年）左右，杨氏成了苻丕的夫人。当时前秦天王苻坚为了巩固氐族江山，派庶长子苻丕和杨氏的哥哥楊膺到山东六州（前燕故地）都督军事。
由于淝水之战的失败，前秦帝国崩溃。建元二十年（384年），帝国东部除了鄴城，都已被东晋和新兴的后燕占领。楊膺建议苻丕投降东晋。因苻丕没有同意，楊膺遂与大将姜讓密谋劫持降晋，事未成，阴谋泄露，楊膺、姜讓被杀。尽管如此，杨氏的苻丕夫人的地位并未受影响。
建元二十一年（385年），前秦首都长安被西燕军攻陷，八月，苻坚为后秦姚苌所杀。从鄴城撤退到晉陽（今山西太原）的苻丕闻讯，便登基称帝，改元太安，九月，立杨氏为皇后。太安二年（386年）十月，苻丕截击东进的西燕慕容永，却被慕容永打败，杨皇后成了俘虏，苻丕被晋扬威将军冯该截杀。慕容永想纳杨皇后为上夫人，不料杨皇后怀剑欲刺杀慕容永。慕容永只好将杨皇后杀害。